# Kémo
Kémo (franska) eller Kemö (sango), Kémo-Gribingui till 1992, är en prefektur i Centralafrikanska republiken. Den ligger i den centrala delen av landet, 180 km norr om huvudstaden Bangui. Antalet invånare var 118 420 vid folkräkningen 2003. Arean är 17 204 kvadratkilometer. Kémo gränsar till prefekturerna Ombella-Mpoko, Ouham-Fafa, Nana-Grébizi och Ouaka samt till Kongo-Kinshasa. Sibut är huvudort.
Kémo delas in i underprefekturerna:
- Dékoa
- Mala
- Ndjoukou
- Sibut